# Milovy
Milovy (německy Millau) nebo také Moravské Milovy jsou osadou obce Sněžné, v Kraji Vysočina, okrese Žďár nad Sázavou. Milovy protéká řeka Svratka.

## Historie
Osada vznikla v roce 1731, kdy novoměstská vrchnost povolila třem poddaným, aby si zde postavili domky. Ty vznikly u Milovského rybníka, který zde byl založen v roce 1610 Vilémem Dubským z Třebomyslic. V roce 1740 zde vznikla vysoká pec na výrobu železa, postaven byl i vrchnostenský dvůr a kořalna. V provozu byla asi do roku 1830, hamr dokonce do roku 1869.
Roku 1850 byly Moravské Milovy přičleněny ke Sněžnému a zůstaly zde dodnes. Roku 1935 postavil u rybníka Alois Chocholáč turistický hotel, který fungoval i po roce 1948 jako "zotavovna ROH Devět skal". V roce 1987 zde byl vybudován nový, velký hotel Devět skal.
Byla zde 8. února 1992 uzavřena tzv. Milovská dohoda mezi českou a slovenskou reprezentací, která měla ukončit spory týkající se rozdělení pravomocí obou republik ve společném státě. Kompromisní návrh na volnější federaci však Slovenská národní rada zamítla, což urychlilo proces směřující k rozpadu Československa.

## Současnost
Milovy jsou vyhledávaným rekreačním cílem ve Žďárských vrších, zázemí tvoří 8 ha Milovský rybník, hotel Devět skal, autokemp a mnoho podnikových rekreačních zařízení. Jsou zde i tři restaurace, ostatní služby jsou ve Svratce a Sněžném. Milovy jsou také dobrým východiskem do vrcholové části Žďárských vrchů například na  Devět skal.

## Doprava
Autobusové spojení je na linkách Svratka - Nové Město na Moravě a Svratka-Nové Město na Moravě-Brno.
Od února 2025 došlo k výraznému navýšení autobusových spojů na Vysočině. Týká se to i Žďárska a konkrétně Milovy mají zvýšený počet spojů jak na trase do Nového Města na Moravě, tak do Žďáru nad Sázavou s plynulou návazností zejména na vlaková spojení do Prahy a do Brna. Je zavedené nové pravidelné přímé spojení s městečky a obcemi na trase Žďár nad Sázavou- Sklené - Fryšava pod Žákovou horou - Tři Studně - Kadov (okres Žďár nad Sázavou) - Sněžné (okres Žďár nad Sázavou) - Milovy - Křižánky - Svratka . 

## Pamětihodnosti
- Dráthamr – poslední pozůstatek železářské huti a technická památka
- Meandry řeky Svratky u Milov – přírodní rezervace na řece Svratka.

## Galerie

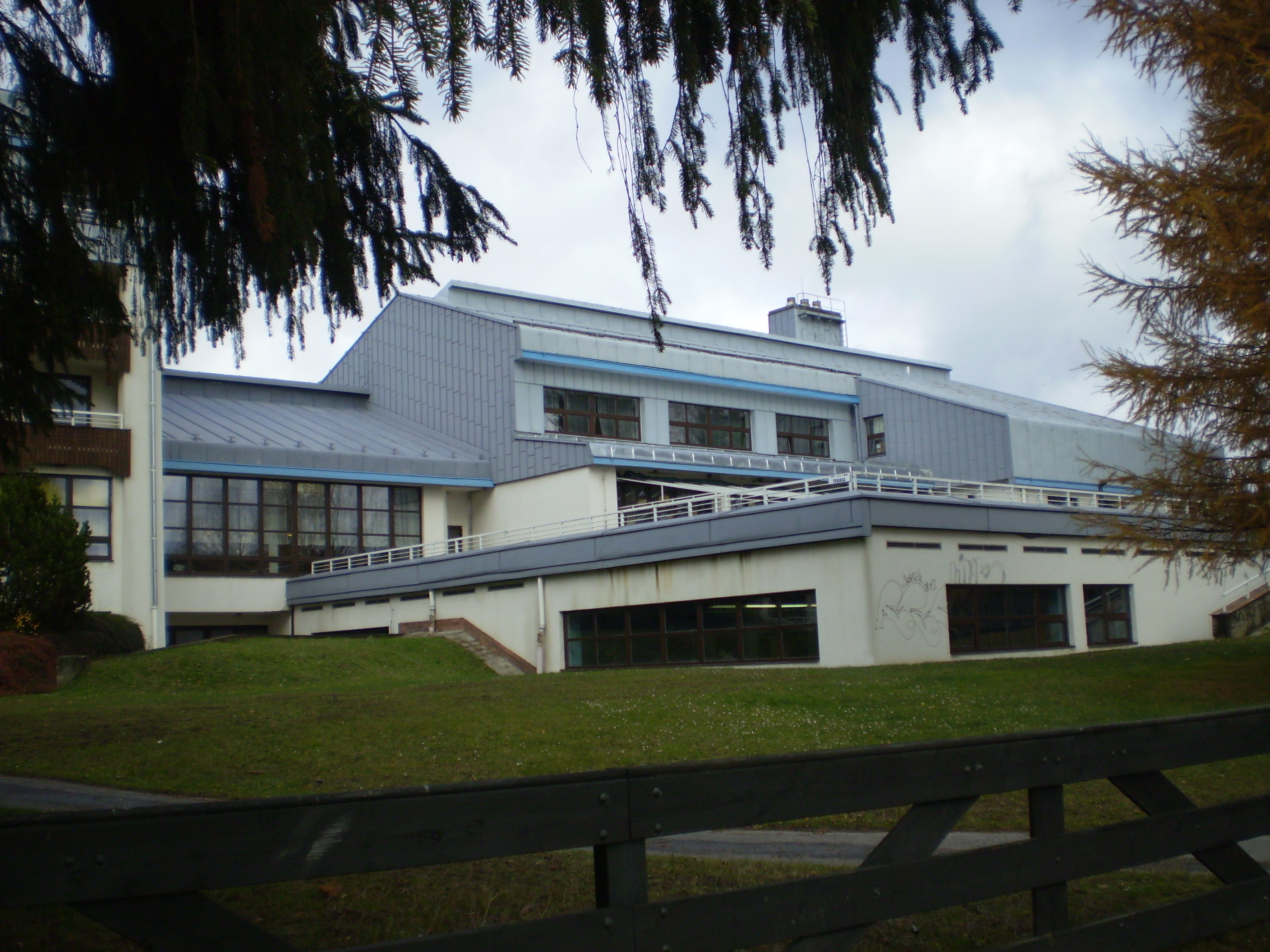
Hotel Devět skal
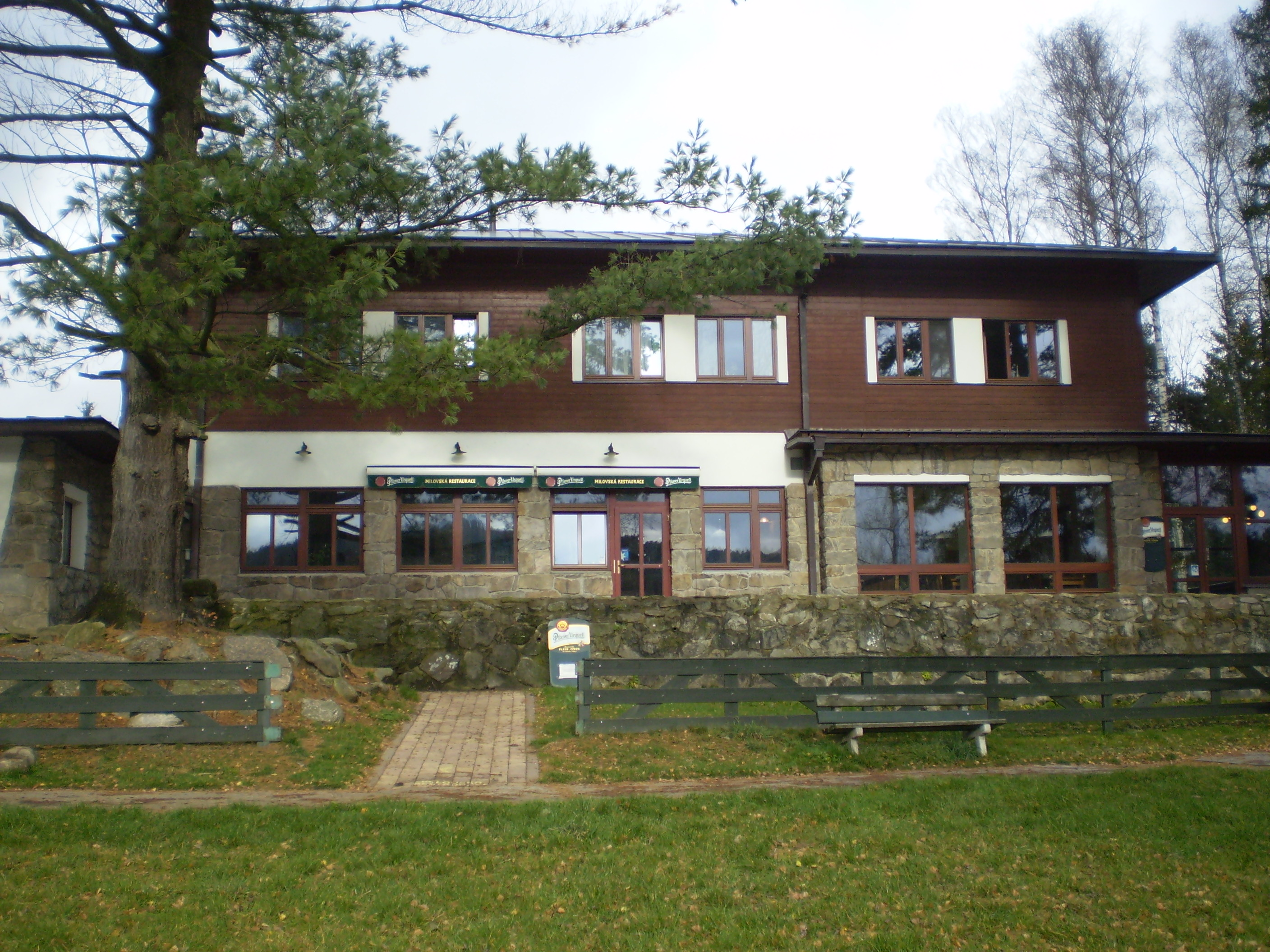
Milovská restaurace
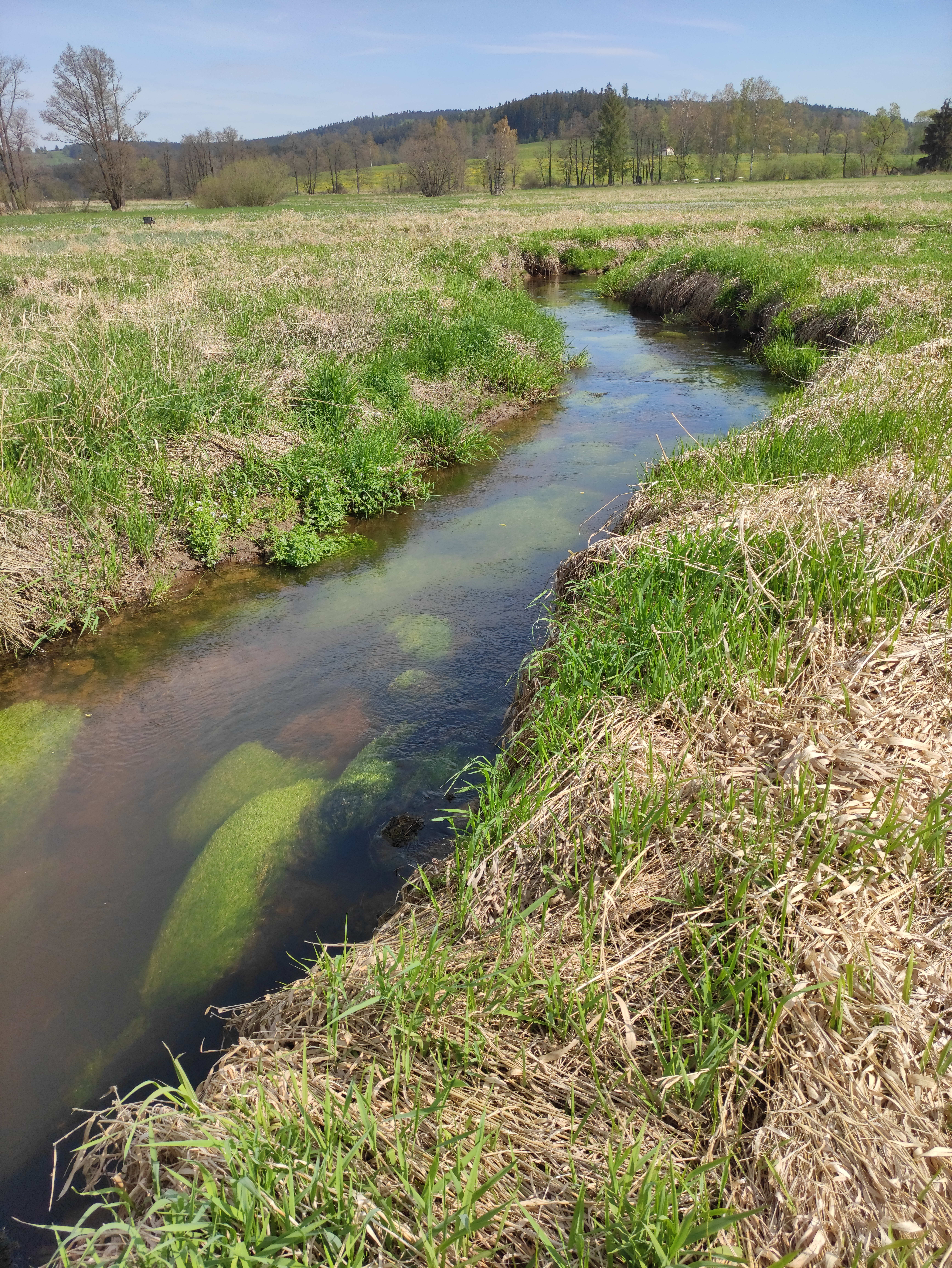
Meandry řeky Svratky u Milov